# HC Klein Zwitserland
Hockey Club Klein Zwitserland is een hockeyclub in Den Haag en met 1782 leden (peildatum 1 januari 2014) de tiende hockeyclub van Nederland.

## Geschiedenis
Hoewel formeel opgericht op 20 september 1908 komt de vereniging voort uit een fusie van twee clubs: HHIJC (Haagsche Hockey en IJshockeyclub) en TOGO (Tot Ons Genoegen Opgericht). De clubs speelden al veel langer samen op een groot terrein dat de naam Klein Zwitserland droeg en op 1 juli 1974 zijn beide clubs samen verder te gaan. 
TOGO en HHIJC hadden beide al meerdere malen het landskampioenschap behaald. 
TOGO deed dat zeven maal en HHIJC greep in 1948, 1949, 1951 en 1952 met icoon Roepie Kruize in de gelederen de landstitel.

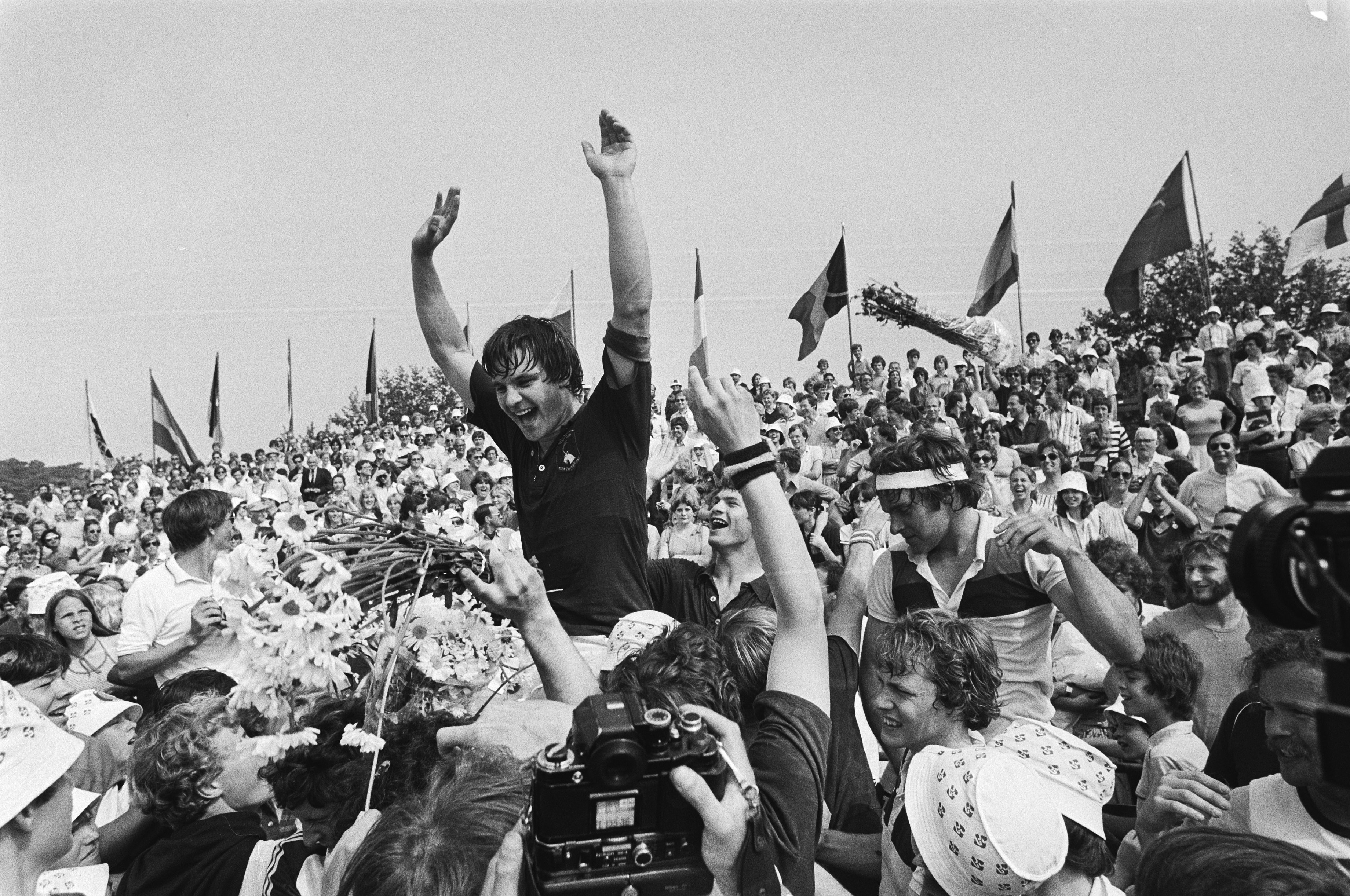
Europacup op Klein Zwitserland

De mannen (Heren 1) van het huidige HC Klein Zwitserland vierden hun grootste successen in de hoofdklasse eind jaren zeventig, begin jaren tachtig, toen De Steenbokken acht landstitels op rij won, te beginnen in 1977. 
Daarnaast won Klein Zwitserland in 1979 én 1981 de Europacup 1 en werd het in 1983 kampioen in de zaal.
In deze periode had de ploeg onder meer spelers als de gebroeders Ties, Hidde en Hans Kruize, gebroeders Tim en Ron Steens, Maarten van Grimbergen, Tjeerd Borstlap en keeper Joost Claushuis. 
De succescoaches uit die tijd waren Ab van Grimbergen, Joost Bellaart en Dick Dalhuijsen. 
De herenploeg speelde sinds 1974 onafgebroken op het hoogste niveau. Op 23 mei 2007 degradeerde KZ na een play-off serie nadat het met 26 punten de reguliere competitie als 10e eindigde en de nacompetitie moest spelen.
Het volgende seizoen keerde HCKZ als kampioen van de Overgangsklasse terug naar het hoogste niveau. 
Echter, na het seizoen 2008/2009 zijn de heren weer een klasse lager gaan spelen in de Overgangsklasse.
In 2016 degradeerden de heren naar de Eerste klasse, maar keerden na één jaar weer terug in de Overgangsklasse. Naast promotie naar de Overgangsklasse wonnen de heren in hetzelfde seizoen de Silvercup, de KNHB-beker voor de clubs tot en met de eerste klasse.
In 2018 lukte het de heren van KZ om, onder leiding van Coach Carlos Castaño, direct door te stomen naar de Hoofdklasse door in de play-off Hurley te verslaan.
De vrouwen (Dames 1) keerden na 15 jaar in 2001 weer terug in de hoogste afdeling van de Nederlandse hockeycompetitie en hebben in 2007 voor het eerst de play-offs gehaald, waarin ze werden uitgeschakeld door de latere landskampioen Den Bosch. Een flink deel van die jaren speelde international Naomi van As een belangrijke rol in het damesteam. 
Voor seizoen 2023 - 2024 spelen de dames in de Promotieklasse met als coach Robbert jan de Vos. 
De heren spelen in de Hoofdklasse onder leiding van coach Omar Schlingemann

## KZ Studs
KZ Studs is een studentenhockeyvereniging en is onderdeel van HC Klein Zwitserland. Het werd opgericht in 2019.
De vereniging doet met vier heren- en zeven damesteams mee aan de Jong Senioren-competitie. De KZ Studs-afdeling heeft een eigen studentenbestuur. Dit bestuur staat wel onder leiding van het algemene bestuur van HCKZ.

## (Oud-) Internationals van HCKZ
- Jan Albers
- Alyson Annan
- Naomi van As
- Tjeerd Borstlap
- Edo Buma
- Jaap-Derk Buma
- Maurits Crucq
- Geert-Jan Derikx
- Sander Dreesmann
- Dik Esser
- Wim van Heel
- Lex Bos
- Derk Vaal
- Thijs de Greeff
- Maarten van Grimbergen
- Eveline de Haan
- Maarten van Heeswijk
- Egbert Ho
- Femke Kooijman
- Hans Kruize
- Jan Hidde Kruize
- Alessia Padalino
- Jan Anjema
- André Boerstra
- Aart Brederode
- Derk Doyer
- Roepie Kruize
- Ties Kruize
- Ron Steens
- Tim Steens
- Taeke Taekema
- Leonoor Voskamp
- Rochus Westbroek
- Joost Claushuis
- Ewout van Asbeck
- Han Drijver
- Erik van Rossem
- Sabine van Silfhout
- Laurence Docherty
- Ab van Grimbergen
- Peter van Asbeck
- Wouter Kan
- Ewald Kist
- Rolf Peters
- Suzanne Plesman
- Merel de Blaey
- Cora Wilde-de Grooth
- Piet Bromberg
- Eddie Tiel
- Elske Kruize
- Josje Grimbergen - Heezemans
- Elsemieke Hillen
- Aletta van Maanen
- Jolanda Plijter
- Eefje Piel
- Ledje Piel
- Simon Zijp
- Hidde Jan Kruize
- Klaas Kossen
- Eelco van der Meulen
- Ewoud van Gellicum

## Prijzen

### Mannen en Vrouwen
Landstitels: vanaf 1974: Klein Zwitserland (8)
1977, 1978, 1979, 1980, 1981, 1982, 1983, 1984
Landstitels voor 1974: TOGO: (7) 1912, 1913, 1916, 1917, 1918, 1954, 1957
Landstitels voor 1974:  HHIJC: (4) 1948, 1949, 1951, 1952
Landstitels DAMES voor 1974:  HHIJC: 1948, 1954
Kampioen Overgangsklasse: 2008, 2018
Kampioen DAMES Overgangsklasse: 1985
Europa Cup I  (voorloper EHL) : 
Eerste plaats: 1979, 1981
Tweede plaats : 1980, 1982, 1983, 1984, 1985, 
Derde Plaats: 1978

Silver Cup: 
Eerste Plaats: 2017
Gold Cup:
Eerste Plaats: 2022
Landskampioen zaalhockey
1972 ( HHIJC) 1983 (23-12 tegen hdm in de finale)

### Resultaten Heren 1 en Dames 1
| 2 |

| 2 |

| 1 |

| 1 |

| 1 |

| 1 |

| 1 A |

| 1 |

| 1 |

| 1 |

| 3 |

| 5 |

| 9 |

| 10 |

| 6 |

| 4 |

| 6 |

| 4 |

| 7 |

| 6 |

| 5 |

| 4 |

| 7 |

| 9 |

| 10 |

| 6 |

| 4 |

| 3 |

| 5 |

| 2 |

| 5 |

| 5 |

| 10 |

| 1 B |

| 12 |

| 2 B |

| 2 B |

| 6 P |

| 6 P |

| 11 B |

| 6 B |

| 12 B |

| 1 B |

| 1 B |

| 11 |

| 10 |

| Eerste Klasse |

| Overgangsklasse |

| Hoofdklasse |

| Eerste Klasse |

| Overgangsklasse |

| Hoofdklasse |

| 2 |

| 2 |

| 1 |

| 1 |

| 1 |

| 1 |

| 1 A |

| 1 |

| 1 |

| 1 |

| 3 |

| 5 |

| 9 |

| 10 |

| 6 |

| 4 |

| 6 |

| 4 |

| 7 |

| 6 |

| 5 |

| 4 |

| 7 |

| 9 |

| 10 |

| 6 |

| 4 |

| 3 |

| 5 |

| 2 |

| 5 |

| 5 |

| 10 |

| 1 B |

| 12 |

| 2 B |

| 2 B |

| 6 P |

| 6 P |

| 11 B |

| 6 B |

| 12 B |

| 1 B |

| 1 B |

| 11 |

| 10 |

| Eerste Klasse |

| Overgangsklasse |

| Hoofdklasse |

| Eerste Klasse |

| Overgangsklasse |

| Hoofdklasse |

| 4 B |

| 2 B |

| 3 B |

| 1 A |

| 11 |

| 4 B |

| 6 A |

| ? |

| ? |

| ? |

| ? |

| ? |

| 6 B |

| 10 B |

| 9 B |

| 10 B |

| 10 A |

| 9 A |

| 3 B |

| 1 A |

| 5 |

| 5 |

| 7 |

| 6 |

| 10 |

| 4 |

| 7 |

| 5 |

| 6 |

| 11 |

| 12 |

| 3 P |

| 4 B |

| 4 A |

| 7 B |

| 4 B |

| 5 B |

| 4 |

| 2 |

| Overgangsklasse |

| Promotieklasse |

| Hoofdklasse |

| Overgangsklasse |

| Promotieklasse |

| Hoofdklasse |

| 4 B |

| 2 B |

| 3 B |

| 1 A |

| 11 |

| 4 B |

| 6 A |

| ? |

| ? |

| ? |

| ? |

| ? |

| 6 B |

| 10 B |

| 9 B |

| 10 B |

| 10 A |

| 9 A |

| 3 B |

| 1 A |

| 5 |

| 5 |

| 7 |

| 6 |

| 10 |

| 4 |

| 7 |

| 5 |

| 6 |

| 11 |

| 12 |

| 3 P |

| 4 B |

| 4 A |

| 7 B |

| 4 B |

| 5 B |

| 4 |

| 2 |

| Overgangsklasse |

| Promotieklasse |

| Hoofdklasse |

| Overgangsklasse |

| Promotieklasse |

| Hoofdklasse |

## Trivia
- De grootste zege ooit in de Hoofdklasse wordt door de heren van Klein Zwitserland op 15 maart 1981 neergezet in een wedstrijd tegen Breda, 15-0. Ties Kruize scoorde met vijf strafcorners en 6 lange Corners een record van meeste doelpunten in één wedstrijd.
- Ties Kruize vestigt in seizoen 1980 - 1981 het nog steeds bestaande topscorersrecord van 57 doelpunten in 18 wedstrijden.
- Klein Zwitserland speelde 66 opeenvolgende duels zonder nederlaag in de Hoofdklasse tussen 23 april 1978  en de laatste speeldag van seizoen 1980 - 1981.